# زرد انبه‌ای

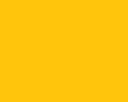
زرد میکادو

زرد انبه‌ای یا زرد میکادو سایه‌ای از رنگ زرد است که رنگ در سمت چپ نمایش داده می‌شود. این یکی از رنگ‌های پرچم ملی کلمبیا و قزاقستان است. همچنین زمانی برای اتومبیل‌های لینکلن  و نام رنگ‌ها و رنگ‌های مختلف است.